# Bonar Colleano
Bonar Colleano, né le 14 mars 1924 à New York (États-Unis) et mort le 18 août 1958 à Birkenhead (Cheshire), est un acteur britannique.

## Biographie
Bonar Colleano a été le conjoint des actrices Susan Shaw puis de Tamara Lees.

## Filmographie

### Au cinéma
- 1945 : Le Chemin des étoiles : Joe Friselli
- 1946 : Wanted for Murder : Cpl. Nick Mappolo
- 1946 : Une question de vie ou de mort : An American Pilot
- 1947 : Erreurs amoureuses (While the Sun Shines) : Joe Mulvaney
- 1948 : Merry-Go-Round
- 1948 : One Night with You : Piero Santellini
- 1948 : Broken Journey : Reporter
- 1948 : Good-Time Girl : Micky Malone
- 1948 : Sleeping Car to Trieste : Sergeant West
- 1949 : Once a Jolly Swagman : Tommy Possey
- 1949 : Donnez-nous aujourd'hui (Give Us This Day) : Julio
- 1950 : Le Démon de la danse : Alec
- 1951 : Les Trafiquants du Dunbar : Dan MacDonald
- 1951 : L'Inconnue des cinq cités : Bob Mitchell
- 1952 : Eight Iron Men : Pvt. Collucci
- 1953 : Is Your Honeymoon Really Necessary : Commander Laurie Vining
- 1953 : Escape by Night : Tom Buchan
- 1954 : La Flamme et la Chair (Flame and the Flesh) : Ciccio
- 1954 : Time Is My Enemy : Harry Bond
- 1954 : The Sea Shall Not Have Them : Sgt. Kirby
- 1955 : No Love for Judy : Narrator (voix)
- 1955 : Joe MacBeth : Lennie
- 1956 : Stars in Your Eyes : David Laws
- 1956 : Zarak le valeureux : Biri - Zarak's Brother
- 1957 : Police internationale (Interpol) : Amalio
- 1957 : L'Enfer des tropiques (Fire Down Below) : Lt. Sellers
- 1958 : Them Nice Americans : Joe
- 1958 : Death Over My Shoulder : Joe Longo
- 1958 : La Brigade des bérets noirs (Tank Force!) : The Pole
- 1958 : Signes particuliers : néant (The Man Inside) : Martin Lomer